# Orlando Brown (football américain)
 (juillet 2017).
Si vous disposez d'ouvrages ou d'articles de référence ou si vous connaissez des sites web de qualité traitant du thème abordé ici, merci de compléter l'article en donnant les références utiles à sa vérifiabilité et en les liant à la section « Notes et références ».
(en) Statistiques sur pro-football-reference
Orlando Claude Brown (né le 12 décembre 1970 à Washington et mort le 23 septembre 2011 à Baltimore) est un joueur américain de football américain qui évoluait au poste d'offensive tackle.

## Enfance
Brown étudie à la H.D. Woodson Senior High School.

## Carrière

### Université
Il entre à l'université d'État de Caroline du Sud avant d'être transféré à l'université d'État de Central.

### Professionnel

#### Des débuts fulgurants
Orlando Brown n'est sélectionné par aucune équipe lors du draft de la NFL de 1993. Peu de temps après, il signe comme agent libre non-drafté avec les Browns de Cleveland. Après n'avoir joué aucun match en 1993, il joue ses premiers matchs en 1994 et devient titulaire permanent en 1995.
En 1996, il quitte Cleveland pour signer avec les Ravens de Baltimore (équipe qui effectue sa première saison en NFL) et est toujours titulaire à son poste d'offensive tackle. Il se fait surnommer Zeus du fait de son physique impressionnant et intimident. Avec Baltimore, il devient un des joueurs de ligne offensive les mieux payés de la NFL. Il fait deux saisons avec Baltimore avant de revenir aux Browns de Cleveland qui font leur retour en NFL en 1999.

#### L'incident Brown/Triplette
Le 19 décembre 1999, les Browns de Cleveland affronte les Jaguars de Jacksonville. Durant le match, l'arbitre Jeff Triplette lance un drapeau de pénalité mais le flag atteint l'œil de Brown. L'arbitre s'excuse et appelle d'urgence le staff médical. Brown est évacué du terrain et rentre au vestiaire pour se faire soigner mais quelques minutes plus tard, il sort des vestiaires, entre sur le terrain sans autorisation et envoie à terre l'arbitre, se faisant vengeance. Orlando est exclu du match et la NFL le suspend. Néanmoins, la ligue lève la suspension mais Brown ne peut jouer du fait de son œil, gravement blessé.

#### Période d'inactivité
En 2000, Brown apparaît dans l'effectif de la saison pour Cleveland mais ne joue aucun match, du fait de sa blessure. Il est libéré dès la saison achevée. Après cela, il reste deux ans sur la touche, toujours du fait de son œil, ne s'étant pas remis de l'incident.

#### Retour
En 2003, il revient chez les Ravens de Baltimore et reçoit le poste d'offensive tackle titulaire, poste qu'il garde durant deux saisons. Après neuf matchs jouées en 2005, il est résilié par Baltimore et met un terme à sa carrière professionnelle.

## Mort
Le 23 septembre 2011, Brown est retrouvé mort dans sa maison de Baltimore, du fait d'une acidocétose diabétique. Il laisse ses trois fils derrière lui.

## Statistiques
Orlando Brown a joué 129 matchs de saison régulière dont 119 comme titulaire et récupère trois fumbles durant ses neuf saisons au plus haut niveau.